# Praia Dourada
A Praia Dourada é uma praia na zona rural de Manaus.
Distante 4 km da Avenida do Turismo, a que dá acesso a Praia Dourada ainda está bem preservada, ainda há muitos animais da nossa fauna, a flora sofreu poucos impactos, ainda podemos observar a exuberância da natureza ao nosso redor. O acesso à praia é excelente, com pavimentação, sendo uma excelente oportunidade para conhecer um pedacinho da Amazônia, bem próximo da Ponta Negra. Ao chegar no local logo recebemos a recompensa pelas belezas naturais que encanta qualquer um que chega ao balneário